# Le postillon de Lonjumeau
Le postillon de Lonjumeau (Aussprache: … [lɔ̃.ʒy.mo] ⓘ, deutsch: Der Postillon von Lonjumeau) ist eine Opéra-comique in drei Akten von Adolphe Adam. Die Uraufführung war am 13. Oktober 1836 in der Opéra-Comique (Salle de la Bourse) zu Paris, die deutsche Erstaufführung am 3. Juni 1837 in Berlin.

## Handlung
Der Intendant der königlichen Oper, Marquis von Corcy, entdeckt zufällig die brillante Tenorstimme des Postillons Chapelou. Das Angebot des Bühnenleiters ist so reizvoll, dass Chapelou ihm nicht widerstehen kann, obwohl es sein Hochzeitstag ist. Er verlässt heimlich seine Braut Madeleine noch vor der Hochzeitsnacht. Zehn Jahre später, mittlerweile ist er unter dem Namen St. Phar berühmt geworden, trifft er Madeleine wieder, die durch eine günstige Erbschaft zur Schlossherrin von Latour geworden ist. Er erkennt seine frühere Frau nicht wieder, verliebt sich in sie und hält mit ihr Hochzeit. Madeleine treibt mit ihrem Gatten ein Doppelspiel, indem sie ihm abwechselnd als Frau von Latour und Madeleine erscheint. Die Verwirrung erreicht ihren Höhepunkt, als der Marquis von Corcy, der sich seinerseits ebenfalls in die Frau von Latour verliebt hat, St. Phar des Verbrechens der Bigamie beschuldigt, auf das die Todesstrafe steht. Als die Wache herbeieilt, um St. Phar zur Exekution zu geleiten, erklärt Frau von Latour, dass es kein Verbrechen sein kann, zweimal dieselbe Frau zu heiraten.

## Musik
Die Musik dieser Oper ist ein signifikantes Beispiel für den schwungvollen Esprit der französischen Konversationsoper. Bereits in der Ouvertüre, die vom Hörnerklang bestimmt wird, liegt ein Verweis auf das Metier des Tenorhelden vor, der dann im bekannten Postillonlied „Freunde, vernehmet die Geschichte“ (im Original: „Ah mes amis, qu'il était beau, le postillon de Lonjumeau!“) mit Virtuosität und Gesangshöhe glänzen kann (die Arie steigt bis zum hohen d). Höhepunkt des zweiten Akts ist die Arie des Alcindor „Fürwahr, des Chores feinste Blüte“, die mit ihren gesanglichen Tonleiterübungen zugleich eine Anspielung auf die Eitelkeit der Sänger ist. Glanzpunkt des dritten Akts ist das Terzett „Gehenkt“, das als Meisterwerk kompositorischer Situationskomik angesehen wird. Die filigran ausgestaltete Partie der Frau von Latour ist ein Bravourstück für einen Koloratursopran.

## Film
Der Postillon von Lonjumeau, auch teilweise als Der Postillon im Hochzeitsfrack gelistet, ist auch ein nach der Oper gedrehter Titel eines österreichischen Spielfilms aus dem Jahr 1936. In der am 14. Januar 1936 erstaufgeführten Komödie unter der Regie von Carl Lamac und dem Drehbuch von Karl Peter Gillmann, spielen unter anderem Alfred Neugebauer, Thekla Ahrens, Leo Slezak, Rose Stradner und Willy Eichberger.

## Diskografie (Auswahl)
- Der Postillon von Lonjumeau (Querschnitt in deutscher Sprache). Mitwirkende: Nicolai Gedda, Ruth-Margret Pütz, Franz Crass, Franz Klarwein, Chor der Bayerischen Staatsoper München, Bayerisches Staatsorchester, Fritz Lehan (Dirigent). (EMI 1965)